# Melamphaes laeviceps
Melamphaes laeviceps är en fiskart som beskrevs av Ebeling 1962. Melamphaes laeviceps ingår i släktet Melamphaes och familjen Melamphaidae. Inga underarter finns listade i Catalogue of Life.